# 1-Butyl-3-methylimidazoliumacetat
1-Butyl-3-methylimidazoliumacetat ist eine ionische Flüssigkeit (auch: ionic liquid oder Flüssigsalz).

## Eigenschaften
1-Butyl-3-methylimidazoliumacetat ist eine ionische Flüssigkeit, also ein Salz, dessen Schmelzpunkt unter 100 °C liegt. Im Fall des 1-Butyl-3-methylimidazoliumacetat liegt der Schmelzpunkt sogar unter Raumtemperatur, was es zu einer Raumtemperatur-ionischen Flüssigkeit (RTIL) macht.

## Darstellung
Die Darstellung erfolgt durch Reaktion von 1-Butyl-3-methylimidazoliumchlorid (C8H15ClN2) und Kaliumacetat in Ethanol. Dabei fällt Kaliumchlorid aus. Nach Verdampfen des Ethanols kann bei −10 °C weiteres KCl gefällt und abfiltriert werden.

## Verwendung
1-Butyl-3-methylimidazoliumacetat wird, wie viele andere ionische Flüssigkeiten, in der organischen Synthese eingesetzt. Durch den ionischen Aufbau ist es ein polares Lösungsmittel. Es kann zur CO2-Abscheidung und -Speicherung, zum Lösen von Cellulose sowie in der Methanolyse von Polycarbonaten genutzt werden.